# Coppa LVA Social 2019
La Coppa LVA Social 2019 si è svolta il 31 gennaio 2019: al torneo hanno partecipato due squadre di club argentine e la vittoria finale è andata per la prima volta al Ciudad.

## Regolamento
Le squadre hanno disputato una gara unica.

## Squadre partecipanti
- Ciudad
- River Plate

## Torneo

### Finale
| 31 gennaio 2019 CRyDM Gorki Grana, Morón Durata: 2h:05 - Spettatori: ? | Ciudad | 3 - 2 | River Plate | 25-18, 21-25, 28-26, 24-26, 15-8 |